# Hieracium rostanii
Hieracium rostanii — вид квіткових рослин з родини айстрових (Asteraceae). Вид зростає в Європі: Австрія, Італія, Польща, Румунія; це багаторічна рослина помірних біомів.